# أليكسي سكفورتسوف
أليكسي سكفورتسوف (1920-2008) (بالإنجليزية: Alexey Skvortsov)‏ هو عالم نبات روسيا.